# THE IDOLM@STER SHINY COLORS PANOR@MA WING
『THE IDOLM@STER SHINY COLORS PANOR@MA WING』（アイドルマスター シャイニーカラーズ パノラマウィング）は、2022年4月13日からリリースされているキャラクターソングCDシリーズ。

## 概要
「アイドルマスター シャイニーカラーズ」のキャラクターソングCDシリーズ第6弾。これまでのシリーズと異なり、新規ユニットは登場しない。発売元はランティス。

## 01
2022年4月13日発売。シャイニーカラーズが歌う全体曲2曲を収録。本CDから三峰結華役の声優が希水しおに交代となる。
収録曲
歌：シャイニーカラーズ
1. 虹の行方
作詞：古屋真、作曲・編曲：三好啓太
2. Daybreak Age
作詞：真崎エリカ、作曲・編曲：桑原佑介
3. 虹の行方（Off Vocal）
4. Daybreak Age（Off Vocal）

## 02
2022年5月11日発売。イルミネーションスターズの5thシングル。
収録曲
歌：イルミネーションスターズ
1. FELICE
作詞：渡邊亜希子、作曲：丸山真由子、編曲：清水武仁
2. イルミネイトコンサート
作詞：渡邊亜希子、作曲・編曲：渡辺徹
3. 虹の行方（イルミネーションスターズVer.）
4. スペシャルオーディオドラマ「結構なお点前で」
5. FELICE（Off Vocal）
6. イルミネイトコンサート（Off Vocal）

## 03
2022年6月15日発売。アンティーカの5thシングル。
収録曲
歌：アンティーカ
1. 浮動性イノセンス
作詞：真崎エリカ、作曲：ArmySlick・Giz'Mo（from Jam9）、編曲：ArmySlick
2. 愚者の独白
作詞：真崎エリカ、作曲：ArmySlick・Lauren Kaori、編曲：佐藤厚仁（Dream Monster）
3. 虹の行方（アンティーカVer.）
4. スペシャルオーディオドラマ「この川の流れのように」
5. 浮動性イノセンス（Off Vocal）
6. 愚者の独白（Off Vocal）

## 04
2022年7月13日発売。放課後クライマックスガールズの5thシングル。
収録曲
歌：放課後クライマックスガールズ
1. 一閃は君が導く
作詞：古屋真、作曲：武田城以・Hiroki Sagawa（Relic Lyric, inc.）、編曲：サイトウリョースケ（Relic Lyric, inc.）
2. キャットスクワッド
作詞：古屋真、作曲：小久保祐希・YUU for YOU、編曲：YUU for YOU
3. 虹の行方（放課後クライマックスガールズVer.）
4. スペシャルオーディオドラマ「PLAY CATch!」
5. 一閃は君が導く（Off Vocal）
6. キャットスクワッド（Off Vocal）

## 05
2022年8月10日発売。アルストロメリアの5thシングル。
収録曲
歌：アルストロメリア
1. VERY BERRY LOVE
作詞：鈴木静那、作曲・編曲：5u5h1
2. Give me some more...
作詞：鈴木静那、作曲：石黑剛・常楽寺澪、編曲：ArmySlick
3. 虹の行方（アルストロメリアVer.）
4. スペシャルオーディオドラマ「盛夏のブルーファンフラワー」
5. VERY BERRY LOVE（Off Vocal）
6. Give me some more...（Off Vocal）

## 06
2022年9月14日発売。ストレイライトの4thシングル。
収録曲
歌：ストレイライト
1. Tracing Defender
作詞：下地悠、作曲・編曲：大西克巳
2. Overdrive Emotion
作詞：下地悠、作曲・編曲：日比野裕史
3. 虹の行方（ストレイライトVer.）
4. スペシャルオーディオドラマ「秋の空、変わらないもの」
5. Tracing Defender（Off Vocal）
6. Overdrive Emotion（Off Vocal）

## 07
2022年10月12日発売。ノクチルの3rdシングル。
収録曲
歌：ノクチル
1. Catch the Breeze
作詞：秋浦智裕、作曲・編曲：NA.ZU.NA
2. アスファルトを鳴らして
作詞：秋浦智裕、作曲・編曲：鈴谷皆人
3. 虹の行方（ノクチルVer.）
4. スペシャルオーディオドラマ「夜の海に浮かぶ」
5. Catch the Breeze（Off Vocal）
6. アスファルトを鳴らして（Off Vocal）

## 08
2022年11月16日発売。シーズの2ndシングル。
収録曲
歌：シーズ
1. Fashionable
作詞：Co-sho、作曲：Stand Alone・小久保祐希・YHEL、編曲：Stand Alone
2. Bouncy Girl
作詞：Co-sho、作曲：石黑剛・常楽寺澪、編曲：石黑剛
3. 虹の行方（シーズVer.）
4. スペシャルオーディオドラマ「POP OUT」
5. Fashionable（Off Vocal）
6. Bouncy Girl（Off Vocal）

## ソロ・リミックス盤
シリーズに収録されたユニット曲のソロ・リミックスを収録したCD。2023年3月18・19日開催の『THE IDOLM@STER SHINY COLORS 5thLIVE IF I_wings.』の会場限定販売。
THE IDOLM@STER SHINY COLORS SOLO COLLECTION -5thLIVE IF I_wings. part 1-
「FELICE」「不動性イノセンス」「一閃は君が導く」「VERY BERRY LOVE」「Tracing Defender」「Catch the Breeze」「Fashionable」のソロ・リミックスを収録。
THE IDOLM@STER SHINY COLORS SOLO COLLECTION -5thLIVE IF I_wings. part 2-
「イルミネイトコンサート」「愚者の独白」「キャットスクワッド」「Give me some more...」「Overdrive Emotion」「アスファルトを鳴らして」「Bouncy Girl」のソロ・リミックスを収録。

### ユニットメンバー
1. 1 2 3  櫻木真乃（関根瞳）、風野灯織（近藤玲奈）、八宮めぐる（峯田茉優）、月岡恋鐘（礒部花凜）、田中摩美々（菅沼千紗）、白瀬咲耶（八巻アンナ）、三峰結華（希水しお）、幽谷霧子（結名美月）、小宮果穂（河野ひより）、園田智代子（白石晴香）、西城樹里（永井真里子）、杜野凛世（丸岡和佳奈）、有栖川夏葉（涼本あきほ）、大崎甘奈（黒木ほの香）、大崎甜花（前川涼子）、桑山千雪（芝崎典子）、芹沢あさひ（田中有紀）、黛冬優子（幸村恵理）、和泉愛依（北原沙弥香）、浅倉透（和久井優）、樋口円香（土屋李央）、福丸小糸（田嶌紗蘭）、市川雛菜（岡咲美保）、七草にちか（紫月杏朱彩）、緋田美琴（山根綺）
2. 1 2 3  櫻木真乃（関根瞳）、風野灯織（近藤玲奈）、八宮めぐる（峯田茉優）
3. 1 2 3  月岡恋鐘（礒部花凜）、田中摩美々（菅沼千紗）、白瀬咲耶（八巻アンナ）、三峰結華（希水しお）、幽谷霧子（結名美月）
4. 1 2 3  小宮果穂（河野ひより）、園田智代子（白石晴香）、西城樹里（永井真里子）、杜野凛世（丸岡和佳奈）、有栖川夏葉（涼本あきほ）
5. 1 2 3  大崎甘奈（黒木ほの香）、大崎甜花（前川涼子）、桑山千雪（芝崎典子）
6. 1 2 3  芹沢あさひ（田中有紀）、黛冬優子（幸村恵理）、和泉愛依（北原沙弥香）
7. 1 2 3  浅倉透（和久井優）、樋口円香（土屋李央）、福丸小糸（田嶌紗蘭）、市川雛菜（岡咲美保）
8. 1 2 3  七草にちか（紫月杏朱彩）、緋田美琴（山根綺）